# Histoire de Nancy (ouvrage)
Pour les articles homonymes, voir Histoire et urbanisation de Nancy.

Histoire de Nancy est un ouvrage en trois volumes traitant de l'histoire de Nancy, écrit par Christian Pfister à la charnière entre le XIXe et le XXe siècle.

## Histoire
Le premier tome a été publié une première fois en 1896, d'abord dans la revue La Lorraine artiste, puis en tiré à part, avant que Pfister ne le réécrive et le fasse à nouveau paraître aux éditions Berger-Levrault en 1902.
Les deux tomes suivants ont été publiés en 1908–1909, également aux éditions Berger-Levrault.
Il reçoit en 1910 le grand prix Gobert, un prix de l'Académie française.